# Das passiert immer nur den anderen
Das passiert immer nur den anderen (Originaltitel: Ça n’arrive qu’aux autres) ist ein französisch-italienisches Filmdrama von Nadine Trintignant aus dem Jahr 1971 mit Catherine Deneuve und Marcello Mastroianni. 

## Handlung
Catherine und Marcello leben zurückgezogen von der Außenwelt und verlassen kaum noch ihre Wohnung. Sie waren einst ein glückliches junges Paar und führten beruflich wie privat ein gutes Leben. Die Geburt ihrer Tochter Camille hatte ihr Glück vollkommen gemacht. Als jedoch das Neugeborene an plötzlichem Kindstod starb, wurde es für Catherine und Marcello unmöglich, ihr bisheriges Leben weiterzuführen. Sie erinnern sich immerzu, wie ihr Kindermädchen Marguerite eines Tages die leblose Camille zu ihnen brachte und wie sie anschließend mit ihrem Kind in ein Krankenhaus fuhren. Als die Ärzte nichts mehr für den Säugling tun konnten, erlitt Catherine einen Nervenzusammenbruch und Marcello versuchte, sie zu trösten. Daraufhin begannen sie, ihre Verwandten und Freunde zu meiden, bis sie sich schließlich komplett von der Außenwelt abschotteten. Catherine zog die Gardinen zu, die die Wohnung fortan auch am Tag verdunkelten. Bei Kerzenlicht verbringen sie nun die meiste Zeit im Bett oder sitzend auf dem Fußboden. 
Marguerite bringt ihnen eines Morgens mit dem Frühstück ein weißes Kaninchen vorbei, das Catherine und Marcello aufheitern soll. Ihr Freund Xavier kommt schließlich auch vorbei und muntert sie vorübergehend mit dem Spielen einer Scharade auf. Überdimensionale Fotos von Camille erinnern Catherine und Marcello jedoch stets an ihren Verlust, weshalb es ihnen nicht gelingt, ihre Trauer zu überwinden. 
Eines Tages beschließen sie jedoch, aufs Land zu fahren. Sie wachen am nächsten Morgen im Stroh einer Scheune auf und gesellen sich zu einer Schafsherde. Bei Sonnenuntergang gehen sie allein spazieren und hängen ihren Gedanken nach. Als sie mit ihrem Auto durch die Gegend fahren, werden sie auf ein Mädchen in einem weißen Kleid aufmerksam. Sie folgen dem Mädchen in ein Dorf, wo sie auf eine Hochzeitsgesellschaft stoßen. Spontan werden sie von den Feiernden auf einen Schluck Wein eingeladen. Ein kleines Mädchen, das ebenfalls in Weiß gekleidet ist, will mit einem weißen Kätzchen spielen. Catherine läuft dem Mädchen nach, das ihr dann ein strahlendes Lächeln schenkt. Ein junger Mann fordert Catherine schließlich zum Tanzen auf. Während Catherine sich von ihm führen lässt, tanzt Marcello mit der Braut. Derart vergnügt hatten sie einst auch mit Camille im Arm getanzt. Zusammen mit den anderen Gästen trinken, lachen und feiern sie – bis ein Gewitter einsetzt. Im Morgengrauen fotografiert Marcello Catherine mit den noch anwesenden Musikern und einem Mädchen. Ein Foto von Camille, das Marcello plötzlich in der Hand hält, ruft die Erinnerung an den Tod ihres Kindes in Catherine und Marcello abermals hervor.

## Hintergrund
Regisseurin Nadine Trintignant verarbeitete mit Das passiert immer nur den anderen den Tod ihrer Tochter Pauline, die aus ihrer Ehe mit Schauspieler Jean-Louis Trintignant stammte und 1969 an plötzlichem Kindstod verstorben war.
Das passiert immer nur den anderen wurde am 13. Januar 1971 im Paris Theater in New York uraufgeführt. Am 29. Oktober 1971 kam der Film in die französischen Kinos. In Deutschland wurde er erstmals am 10. August 1972 gezeigt und 2006 als Teil der „Claude Lelouch Edition 5“ auf DVD veröffentlicht.

## Kritiken
A. H. Weiler von der New York Times befand, dass Nadine Trintignant „die Oberflächlichkeit einer Seifenoper“ nicht ganz habe vermeiden können, dennoch habe sie gekonnt eine „verständnisvolle Analyse eines erschreckenden Themas“ künstlerisch umgesetzt. Aus eigenem Kummer heraus habe sie „ein bittersüßes Drama“ abgeliefert, „das vielleicht nicht perfekt, aber dafür geistig reif und manchmal, wie das Leben selbst, berührend ist“.

## Deutsche Fassung
Die deutsche Synchronfassung entstand 1972 bei der Berliner Synchron. Die Synchronregie führte Ottokar Runze, der auch das Dialogbuch schrieb.
| Rolle     | Darsteller           | Synchronsprecher |
| --------- | -------------------- | ---------------- |
| Catherine | Catherine Deneuve    | Inken Sommer     |
| Marcello  | Marcello Mastroianni | Wolfgang Kieling |
| Xavier    | Serge Marquand       | Ottokar Runze    |
| Sophie    | Danièle Lebrun       | Kerstin de Ahna  |